# Digby (Nova Scotia)
Digby ist eine Stadt im Westen Nova Scotias im Annapolis Valley an der Bay of Fundy.
Die ersten Siedler waren nordamerikanische Loyalisten unter der Führung von Sir Robert Digby, die 1783 die gleichnamige Stadt gründeten.
Digby ist Administrationssitz und wirtschaftliches Zentrum des gleichnamigen Regierungsbezirkes. Tourismus und Fischerei (Amerikanischer Hummer, Kammmuscheln) spielen eine bedeutende Rolle im Wirtschaftsleben.

Digby
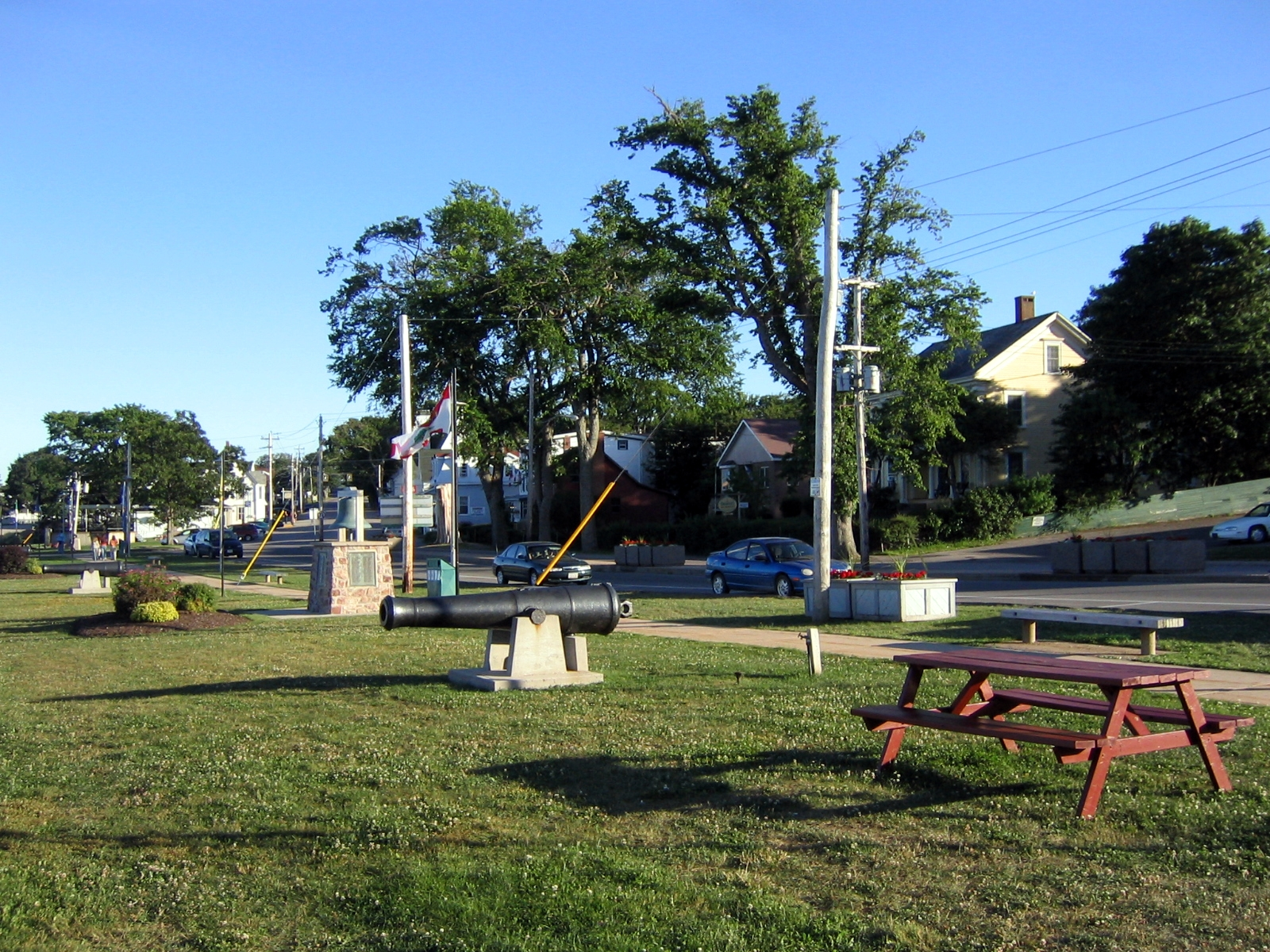
Main Street von Digby
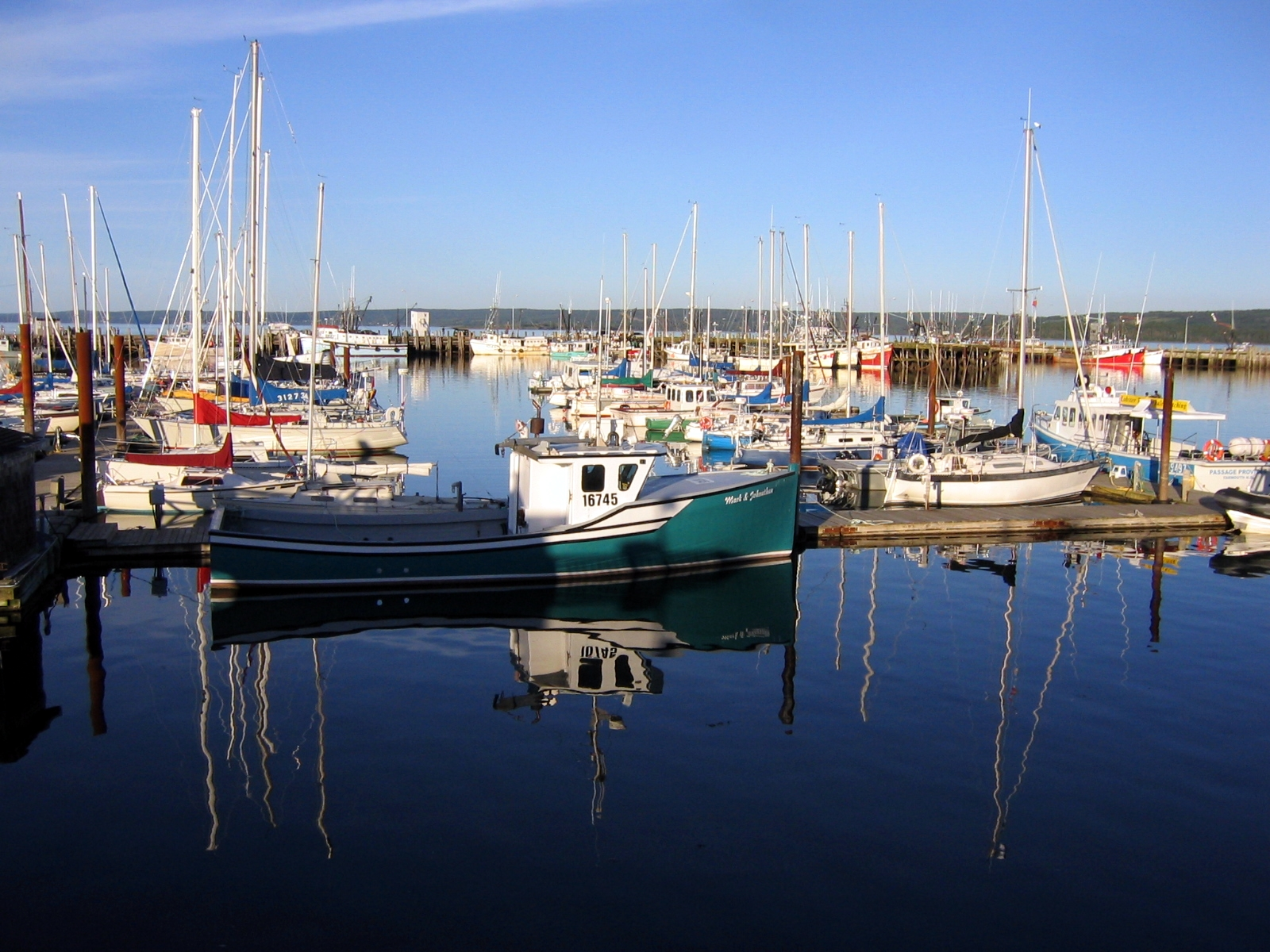
Hafen von Digby
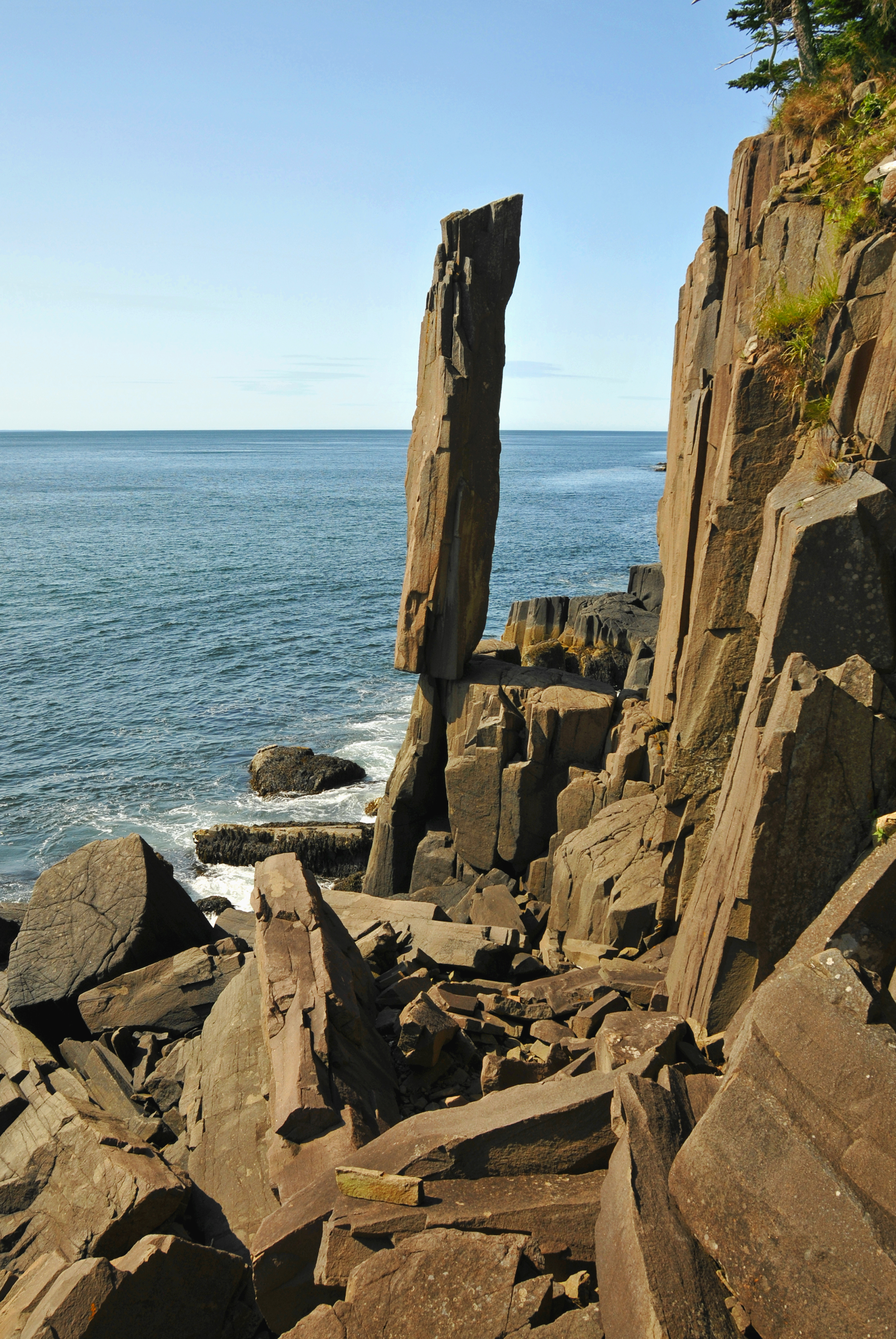
Balancing Rock in der Nähe von Digby

## Tourismus
Seit dem Bau des Resorts The Pines, das 1929 entstand, wuchs der Tourismus bis in die heutige Zeit. Digbys Hauptattraktionen sind das jährliche Scallop Days Festival und der enorme Tidenhub in der Bay of Fundy, der zu den größten der Welt zählt.
Von Brier Island aus, das von Digby per Auto erreicht werden kann, werden geführte Touren zur Beobachtung von Walen angeboten. Speziell in den Sommermonaten können Buckelwale, Finnwale, Zwergwale und weitere Walarten gesichtet werden.
Digby kann über den Highway 101 oder mit dem Fährschiff von Saint John (New Brunswick) erreicht werden. Die Fähre wird von Bay Ferries Limited betrieben.